# Tursan (Ciron)
Der Tursan ist ein kleiner Fluss in Frankreich, der im Département Gironde in der Region Nouvelle-Aquitaine verläuft. Er entspringt unter dem Namen Rouille de Baradas im Gemeindegebiet von Guillos, entwässert in einer S-Kurve generell Richtung Osten und mündet nach rund 17 Kilometern im Gemeindegebiet von Pujols-sur-Ciron als linker Nebenfluss in den Ciron. Der Tursan bildet im Oberlauf auf einer Länge von etwa vier Kilometern die Grenze zum Regionalen Naturpark Landes de Gascogne.

## Orte am Fluss
(Reihenfolge in Fließrichtung)
- L'Hoste, Gemeinde Guillos
- Malente d’Origne, Gemeinde Origne
- Bernadet, Gemeinde Balizac
- Perron, Gemeinde Budos
- Les Loups, Gemeinde Landiras
- Causson, Gemeinde Budos
- Château Pinguet, Gemeinde Landiras
- Menaut, Gemeinde Pujols-sur-Ciron